# Centre de formation et d'emploi relatif aux émissions électromagnétiques
Cet article possède un paronyme, voir Centre de recherche et d'information indépendantes sur les rayonnements électromagnétiques.
Le centre de formation et d’emploi relatif aux émissions électromagnétiques (CFEEE ou CF3E) s'occupe du renseignement d'origine électromagnétique au sein de la Direction du Renseignement militaire (DRM), une direction du ministère français de la Défense.

## Présentation
Le Centre de formation et d’emploi relatif aux émissions électromagnétiques (CFEEE) a été créé le 1er septembre 1998. Il succède au Centre d’information sur les rayonnements électromagnétiques (CIREM).
Situé sur la base aérienne 110 Creil, à 40 km au nord de Paris, le centre a trois missions principales :
- l’orientation des capteurs d’écoute ;
- l’exploitation de leur production ;
- la mise à jour du référentiel technique national militaire dans les domaines télécommunications et radar.